# Gangbyeon (metropolitana di Seul)
Gangbyeon (강변역 - 江邊, Gangbyeon-yeok ) è una stazione della metropolitana di Seul servita dalla linea 2 della metropolitana di Seul. La stazione si trova nel quartiere di Gwangjin-gu, nel centro di Seul.

## Linee
Seoul Metro
● Linea 2 (Codice: 214)

## Struttura
La stazione è realizzata su viadotto, e ciascun binario è dotato di porte di banchina a mezza altezza a protezione dei binari. Sono presenti due aree tornelli e un mezzanino che permette l'accesso a entrambe le direzioni di marcia.
| Circ. interna | ● Linea 2 | per Jamsil, Sports Complex, Seolleung e Gangnam     |
| Circ. esterna | ● Linea 2 | per Geondae-ipku, Seongsu, Wangsimni e Euljiro 3-ga |

## Stazioni adiacenti
| «       | Servizio | »          |
| Linea 2 | Linea 2  | Linea 2    |
| ------- | -------- | ---------- |
| Guui    | -        | Jamsillaru |